# Frauensteine

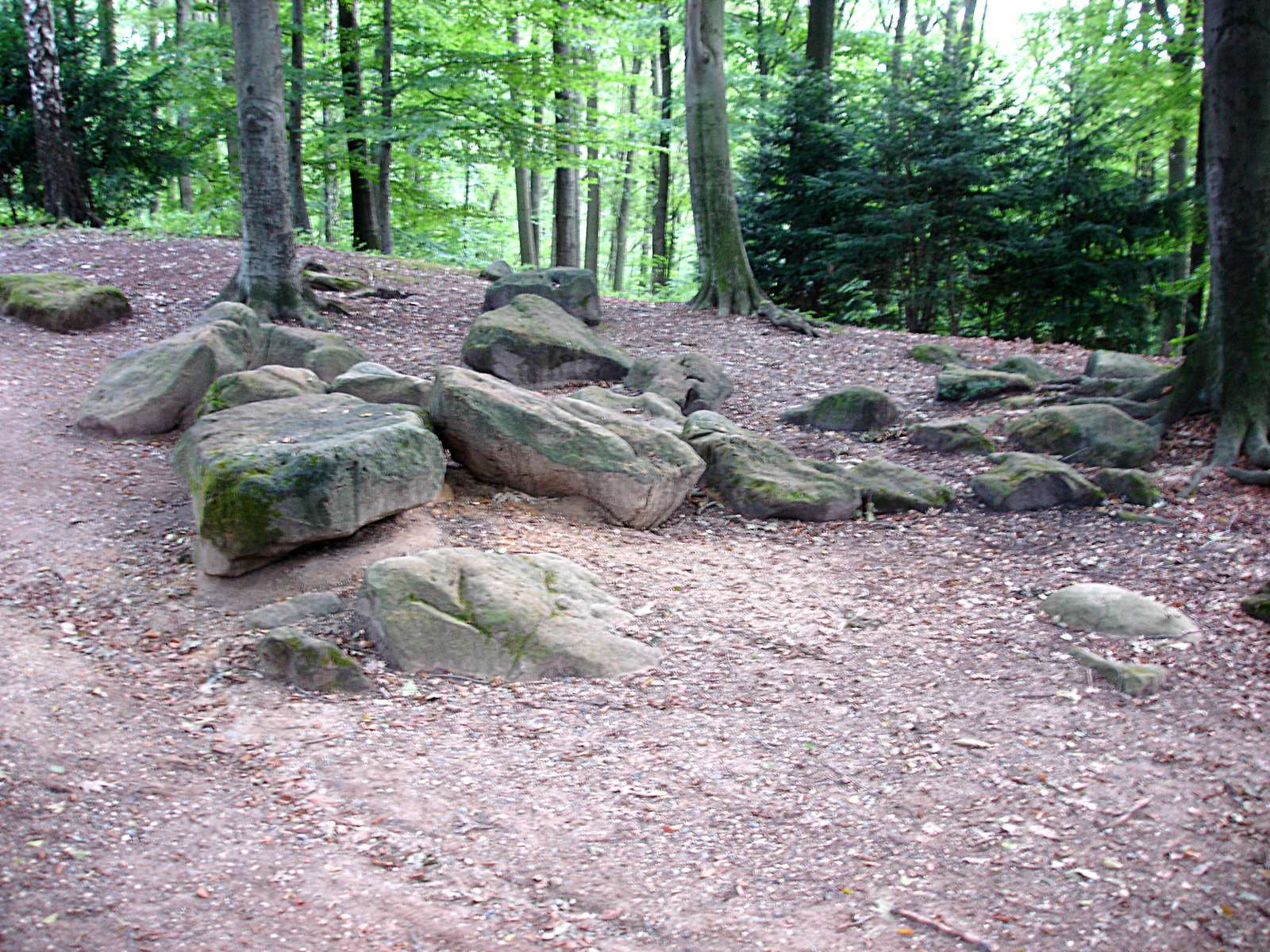
Die Frauensteine

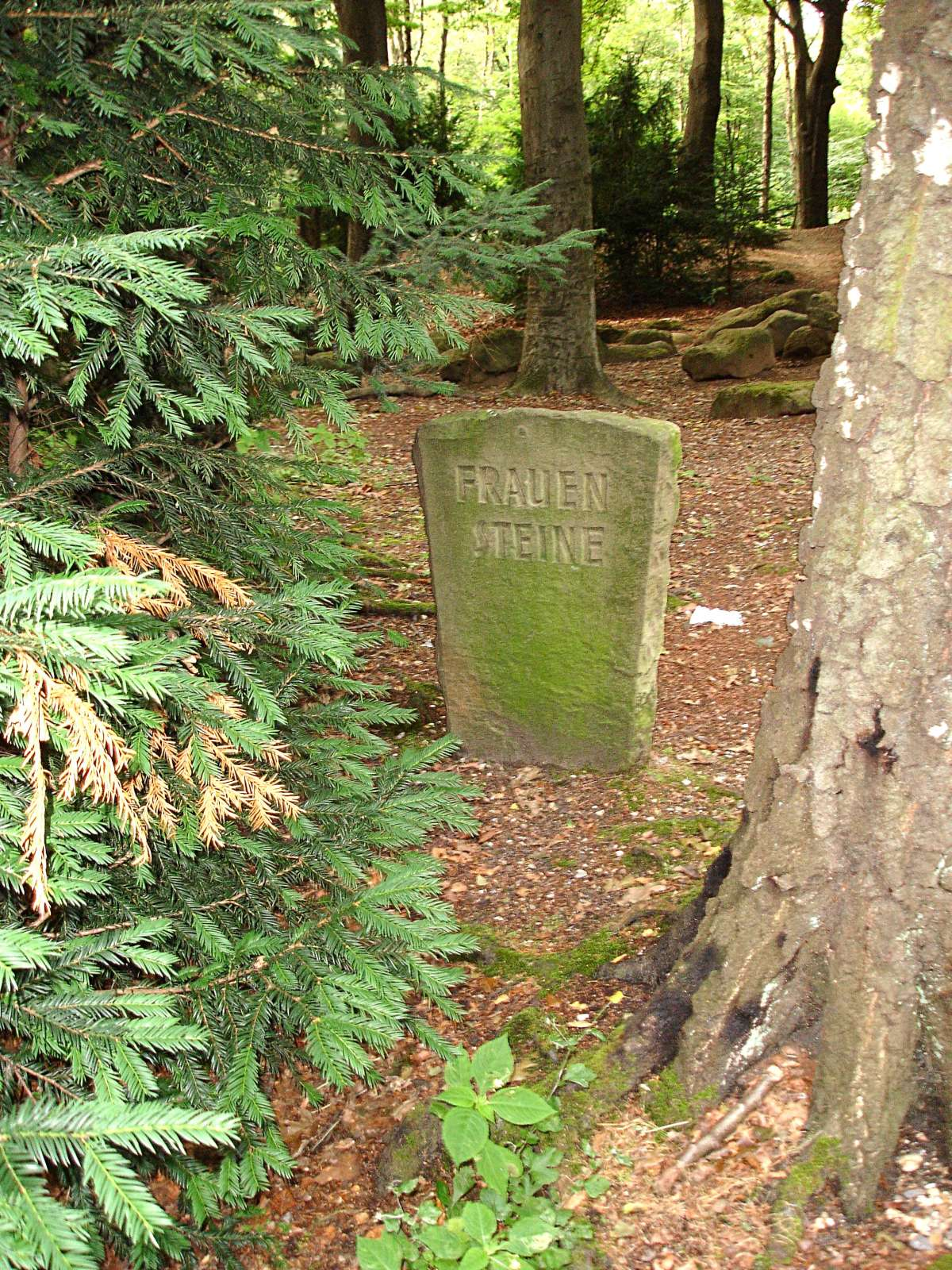
Ein Wegstein mit einem Hinweis auf die Frauensteine in unmittelbarer Nähe des Orts

Die Frauensteine sind eine im Aaper Wald von Düsseldorf gelegene kleine Gesteinsgruppe. Von den Steinen haben etwa 10 eine Länge von mehr als einem Meter.

## Namen
Die Frauensteine werden auch als Witte Wiewerkes (weiße/weise Weiberchen), Weise Frauen oder Siebenstein bezeichnet. Die genaue Herkunft der Bezeichnungen ist nicht bekannt.

## Entstehung/Herkunft der Steine
Die rot-gelben Sande, aus denen die Höhen des Aaper Waldes und des Grafenberger Waldes bestehen, sind Meeressedimente, die im Oligozän – einer geologischen Stufe des Paläogens – vor etwas weniger als 35 Millionen Jahren abgelagert wurden. Als sich das Meer in der folgenden Zeitstufe, dem Miozän, zurückzog, wurde diese Stelle zu Festland. Ein subtropisches Klima mit hohen Temperaturen und großen Niederschlägen löste in den oberen Bodenschichten chemische Prozesse aus, die eine Verkittung der Quarzkörper durch Kieselsäure und eine Zementation zur Folge hatten. Es entstand ein festes Gestein, das als Zementquarzit bezeichnet wird. Solche größeren Gesteinsbrocken sind mehrfach in Düsseldorf im Grafenberger Wald und im Aaper Wald zu finden.

## Nutzung und Funktion des Orts
Um den Ort ranken sich zahlreiche Mythen und Sagen. Unter anderem wird vermutet, dass er in früher Zeit als Opferstätte, als Zufluchtsort oder als Kultstätte diente. Konkrete Hinweise oder gar Beweise für solche Thesen gibt es nicht.